# In These Arms
In These Arms è una canzone dei Bon Jovi, scritta da Jon Bon Jovi, Richie Sambora, e David Bryan. È stata estratta come terzo singolo dal quinto album in studio del gruppo, Keep the Faith, nel maggio del 1993. Negli Stati Uniti si è rivelato uno dei singoli di maggior successo dell'album, raggiungendo la posizione numero 27 della Billboard Hot 100, la numero 32 della Mainstream Rock Songs e la numero 14 della Pop Songs. Altrove, si è posizionata al nono posto nel Regno Unito, al sesto in Canada e al decimo in Australia.
La canzone è stata registrata nuovamente dal tastierista David Bryan per il suo primo album solista On a Full Moon nel 1995, e successivamente, questa volta anche interpretata vocalmente, per il suo secondo album Lunar Eclipse nel 2000. Bryan ha inoltre cantato parte della canzone durante diversi concerti dal vivo dei Bon Jovi.

## Informazioni sulla canzone
Il testo della canzone è incentrato sul concetto di amore eterno e devozione. Il sound è guidato dal potente apporto di basso e chitarra elettrica, mentre alcuni interventi molto leggeri della batteria accompagnano la voce di Jon Bon Jovi. Tuttavia, la canzone non si può considerare una vera power ballad, in quanto i suoni dell'arrangiamento e la ritmica più serrata rimandano a sonorità più vicine all'hard rock, sulla scia della precedente Born to Be My Baby.

## Video musicale
Il video musicale delle canzone mostra i Bon Jovi esibirsi in concerto durante il loro Keep the Faith Tour. La maggior parte delle scene dal vivo sono stati registrate durante lo speciale concerto della vigilia di Capodanno tenuto dal gruppo alla Stabler Arena di Bethlem, in Pennsylvania, il 31 dicembre 1992. Immagini prese dallo stesso concerto erano già state utilizzate per il video di Bed of Roses. Il resto del video è stato girato all'Alliant Energy Center di Madison, in Wisconsin, nel marzo del 1993.

## Tracce
45 giri
1. In These Arms (versione ridotta) – 4:29 (Jon Bon Jovi, Richie Sambora, David Bryan)
2. Save a Prayer – 5:57 (Bon Jovi, Sambora)

Musicassetta
1. In These Arms – 5:19 (Bon Jovi, Sambora, Bryan)
2. Save a Prayer – 5:57 (Bon Jovi, Sambora)
3. In These Arms (Live) – 5:58 (Bon Jovi, Sambora, Bryan)

Maxi singolo
1. In These Arms – 5:19 (Bon Jovi, Sambora, Bryan)
2. Bed of Roses (acustica) – 4:20 (Bon Jovi)
3. In These Arms (Live) – 5:58 (Bon Jovi, Sambora, Bryan)
4. Keep the Faith (Live) – 6:38 (Bon Jovi, Sambora, Desmond Child)

Le tracce dal vivo sono state registrate al Count Basy Theater di Red Bank, in New Jersey, nel dicembre del 1992.

## Formazione
- Jon Bon Jovi - voce
- Richie Sambora - chitarra, cori
- Alec John Such - basso, cori
- David Bryan - tastiere, cori
- Tico Torres - batteria

### Altri musicisti
- Danny Kortchmar - organo
- Maxine Waters, Julia Waters, Isabella Lento, Camilla Lento, Myna Matthews - cori

## Classifiche

### Classifiche settimanali
| Classifica (1993)             | Posizione massima |
| ----------------------------- | ----------------- |
| Australia                     | 10                |
| Austria                       | 20                |
| Belgio (Fiandre)              | 22                |
| Canada                        | 6                 |
| Germania                      | 14                |
| Irlanda                       | 10                |
| Paesi Bassi                   | 7                 |
| Regno Unito                   | 9                 |
| Stati Uniti                   | 27                |
| Stati Uniti (mainstream rock) | 32                |
| Stati Uniti (pop)             | 14                |
| Stati Uniti (radio)           | 27                |
| Svizzera                      | 23                |

### Classifiche di fine anno
| Classifica (1993) | Posizione |
| ----------------- | --------- |
| Canada            | 58        |
| Germania          | 71        |
| Paesi Bassi       | 87        |